# Edmund Gross
Edmund Gross (ur. 12 listopada 1887 w Brzeźnicy, zm. 11 grudnia 1951 w Krakowie) – oficer i  lekarz Legionów Polskich, podpułkownik Wojska Polskiego i Polskich Sił Zbrojnych, kawaler Orderu Virtuti Militari.

## Życiorys
Syn Bernarda i Babetty z Rauchwergerów. W 1906 ukończył gimnazjum w Wadowicach. Od 1910 członek Związku Strzeleckiego i Związku Walki Czynnej. Absolwent Uniwersytetu Jagiellońskiego z 1913. Pracował w krakowskich: klinice położniczo-ginekologicznej prof. Aleksandra Rosnera i klinice chirurgicznej prof. Bronisława Kadera. Doktorat wszech nauk lekarskich obronił w dniu 29 sierpnia 1914. Od 16 sierpnia 1914 w szeregach Legionów Polskich, otrzymał przydział do służby sanitarnej w 2 pułku piechoty Legionów Polskich. W październiku tr. przeniesiony do 3 pułku piechoty Legionów Polskich, w którym objął stanowisko lekarza III batalionu. Z dniem 11 listopada 1914 mianowany do stopnia chorążego sanitarnego, a w dniu 25 października tegoż roku promowany do rangi podporucznika lekarza .
Szczególnie odznaczył się podczas ofensywy w lutym 1915, gdzie „mimo trudnych warunków jako jeden z nielicznych oficerów III/3 pp Leg. objął d-two jednej kompanii i mężnie stawał w bitwie, nie zapominając o obowiązkach lekarza. Za niezwykłe męstwo został odznaczony Orderem Virtuti Militari”. Nadanie to zostało potwierdzone dekretem Wodza Naczelnego marszałka Józefa Piłsudskiego L. 13390.VM z dnia 17 maja 1922 (opublikowanym w Dzienniku Personalnym Ministerstwa Spraw Wojskowych Nr 2 z dnia 6 stycznia 1923).
Z dniem 21 marca 1915 awansowany na stopień porucznika lekarza. 1 września tr. powierzono mu obowiązki naczelnego lekarza 3 pułku piechoty LP II Brygady Legionów, a pod koniec grudnia 1915 został lekarzem II batalionu w tymże pułku. Do rangi kapitana lekarza awansowany z dniem 28 lutego 1916. W trakcie bitwy pod Kostiuchnówką dostał się w dniu 6 lipca 1916 pod Polską Górą do rosyjskiej niewoli. Do czasu zwolnienia z niewoli (1918) pracował jako lekarz w obozach jeńców na terenie Rosji. Na przełomie października i listopada 1918 brał udział w rozbrajaniu Austriaków w Krakowie.
Od 1 listopada 1918 w odrodzonym Wojsku Polskim, przydzielony jako lekarz do 5 pułku piechoty Legionów, w szeregach którego wziął udział w odsieczy Lwowa. W toku wojny polsko-ukraińskiej walczył również pod Przemyślem i Chyrowem. W połowie listopada 1918 przejął obowiązki szefa sanitarnego w Dowództwie Okręgu Wojskowego „Przemyśl”. Awansowany do stopnia majora lekarza z dniem 1 grudnia tr., następnego dnia został szefem sanitarnym w Grupie Operacyjnej płk. Henryka Minkiewicza, które to stanowisko sprawował do końcowych dni lutego 1919. Kolejno pełnił służbę na stanowiskach szefa sanitarnego 3 Dywizji Piechoty Legionów, Grupy Operacyjnej gen. Edwarda Śmigłego-Rydza oraz ponownie 3 DP Leg. Następnie służył w 2 Armii i kolejny raz w 3 Dywizji Piechoty Leg. . Na dzień 1 czerwca 1921 major Edmund Gross pozostawał etatowym oficerem Kompanii Zapasowej Sanitarnej Nr 5, oddelegowanym do dowództwa 3 DP Leg.
Dekretem Naczelnika Państwa i Wodza Naczelnego z dnia 3 maja 1922 (sygnatura: L. 19400/O.V.) został zweryfikowany w stopniu podpułkownika lekarza ze starszeństwem z dniem 1 czerwca 1919 i 82. lokatą w korpusie oficerów sanitarnych. Od 21 kwietnia 1922 zastępca dowódcy 5 batalionu sanitarnego w Krakowie. Następnie ordynator Szpitala Ujazdowskiego i starszy ordynator Szpitala Okręgowego nr X w Przemyślu (od 1925), a od 1929 zastępca naczelnego lekarza DOK nr X. Później został oddany do dyspozycji dowódcy Okręgu Korpusu Nr X, a z dniem 30 września 1929 przeniesiony w stan spoczynku. Naczelny lekarz Ubezpieczalni Społecznej w Zakopanem w latach 1929–1939. W roku 1934 jako podpułkownik w stanie spoczynku zajmował 12. lokatę w swoim starszeństwie w korpusie oficerów sanitarnych (starszeństwo z dnia 1 czerwca 1919 r.). Znajdował się wówczas w ewidencji PKU Nowy Targ. 
W sierpniu 1939 został zmobilizowany do Wojska Polskiego i objął stanowisko komendanta szpitala polowego w rejonie Przemyśla. Pod koniec kampanii wrześniowej został internowany w Rumunii, skąd przez Włochy przedostał się do Francji. Tam został przydzielony do 2 DSP, a w czerwcu 1940, po upadku Francji, ewakuowano go do Wielkiej Brytanii. Na miejscu otrzymał przydział do stacji zbornej w Rothesay na wyspie Bute, a następnie został mianowany naczelnym lekarzem Centrum Wyszkolenia Broni Pancernych w Szkocji (1940–1944), po czym służył w Komendzie Uzupełnień nr 1. 
Po zakończeniu wojny 18 maja 1945 został mianowany komendantem ekipy sanitarnej, która udała się do Niemiec, aby otoczyć opieką medyczną byłych więźniów obozów koncentracyjnych. Ponadto w latach 1945–1946 kierował szpitalem 1 DPanc. Do Polski wrócił w maju 1947, gdzie pracował w Opolu jako naczelny lekarz Ubezpieczalni i zastępca naczelnika Wydziału Zdrowia.
Zmarł w Krakowie i został pochowany na cmentarzu Rakowickim (kwatera XIIIB-10-8).
Edmund Gross od 1927 był żonaty z Jadwigą z Pileckich, mieli syna Krzysztofa (ur. 1928).

## Ordery i odznaczenia
- Order Krzyża Grunwaldu III klasy[2]
- Krzyż Srebrny Orderu Wojskowego Virtuti Militari nr 5950 – 17 maja 1922[5][1][15][16]
- Krzyż Niepodległości – 16 marca 1933 „za pracę w dziele odzyskania niepodległości”[17][1]
- Krzyż Walecznych czterokrotnie[18][19]
- Złoty Krzyż Zasługi – 10 listopada 1928[20][1]
- Medal 10 Rocznicy Wojny Niepodległościowej (Łotwa)[21]